# مغز نارگیل

مغز نارگیل در حال خشک شدن در آفتاب.

مغز نارگیل به بخش گوشتی میوه نارگیل گفته می‌شود به‌ویژه پس از خشک‌شدن.
در بسیاری از زبان‌ها مغز نارگیل خشک‌شده با نام کوپرا معروف است که از واژه مالایالامی (കൊപ്ര) (از زبان‌های جنوب هند) گرفته شده‌است.
دادوستد مغز نارگیل در دهه ۱۸۶۰ به عنوان یک کالای صادراتی توسط بازرگانان شرکت دریاهای جنوب و تجار جنوب آسیا آغاز شد. پیش از این مغز نارگیل از سوی بازرگانانی که در اقیانوس آرام از جزیره به جزیره سفر می‌کردند گردآوری می‌شد ولی امروزه کشتزارهای گسترده‌ای برای تولید و فرآوری آن پدید آمده است.
مغز نارگیل تیپتور در شهرستان تومکور ایالت کارناتاکای هند بسیار مشهور است.